# The Lonely (The Twilight Zone)
“The Lonely” is een aflevering van de Amerikaanse televisieserie The Twilight Zone.

## Plot

### Opening
Witness if you will a dungeon, made out of mountains, salt flats and sand that stretch to infinity. The dungeon has an inmate: James A. Corry. And this is his residence: a metal shack. An old touring car that squats in the sun and goes nowhere—for there is nowhere to go. For the record let it be known that James A. Corry is a convicted criminal placed in solitary confinement. Confinement in this case stretches as far as the eye can see, because this particular dungeon is on an asteroid nine million miles from the Earth. Now witness if you will a man's mind and body shrivelling in the sun, a man dying of loneliness.
— Rod Serling

### Verhaal
Het is het jaar 2046. Op de planeet Ceres bevindt zich James A. Corry, een man veroordeeld tot ballingschap. Hij wordt geregeld bezocht door een spaceshuttle die hem voedsel en nieuws van de aarde brengt. De kapitein van de shuttle, Allenby, probeert Corry’s verblijft nog enigszins dragelijk te maken. Ditmaal brengt hij Corry een krat, dat hij pas mag openen als de transportcrew weg is.
Wanneer hij het krat opent, blijkt er een vrouwelijke robot genaamd Alicia in te zitten om hem gezelschap te houden. In het begin moet Corry niets van haar weten daar Alicia maar een machine is, maar wanneer hij ziet dat ze emoties kan tonen begint hij gevoelens voor haar te krijgen.
Wanneer het schip terugkeert brengt Allenby Corry het nieuws dat men de moordzaken waar hij bij betrokken was nog eens heeft bekeken, en dat zijn straf is opgeheven. Corry kan blijkbaar terug naar de aarde. Corry is aanvankelijk blij met dit nieuws, tot hij hoort dat het schip niet zowel hem als Alicia mee kan nemen. Corry probeert Allenby ervan te overtuigen dat Alicia een mens is, en dat niemand haar kent zoals hij. Allenby trekt echter een pistool en schiet de robot neer om Corry’s illusie te verbreken. Vervolgens neemt hij hem mee terug naar de aarde met de mededeling dat Corry enkel zijn eenzaamheid achter laat.

### Slot
On a microscopic piece of sand that floats through space is a fragment of a man's life. Left to rust is the place he lived in and the machines he used. Without use, they will disintegrate from the wind and the sand and the years that act upon them; all of Mr. Corry's machines—including the one made in his image, kept alive by love, but now obsolete in the Twilight Zone.
—  Rod Serling

## Rolverdeling
- Jack Warden – Corry
- Jean Marsh – Alicia
- John Dehner – Allenby
- Ted Knight – Adams
- James Turley – Carstairs

## Radiobewerking
Een audioversie van de aflevering werd gebruikt voor de Twilight Zone radioserie, met Mike Starr als Corry.

## Trivia
- Dit was de eerste aflevering die werd opgenomen in Death Valley. Later volgden ook nog “I Shot an Arrow into the Air”, “A Hundred Yards Over the Rim” en “The Rip Van Winkle Caper”. Omdat de crew niet was voorbereid op de weersomstandigheden aldaar, kregen ze te maken met uitdroging en uitputting.

- In 2007 werd de aflevering omgezet tot een toneelstuk door 4 Letter Entertainment.